# Zwegel

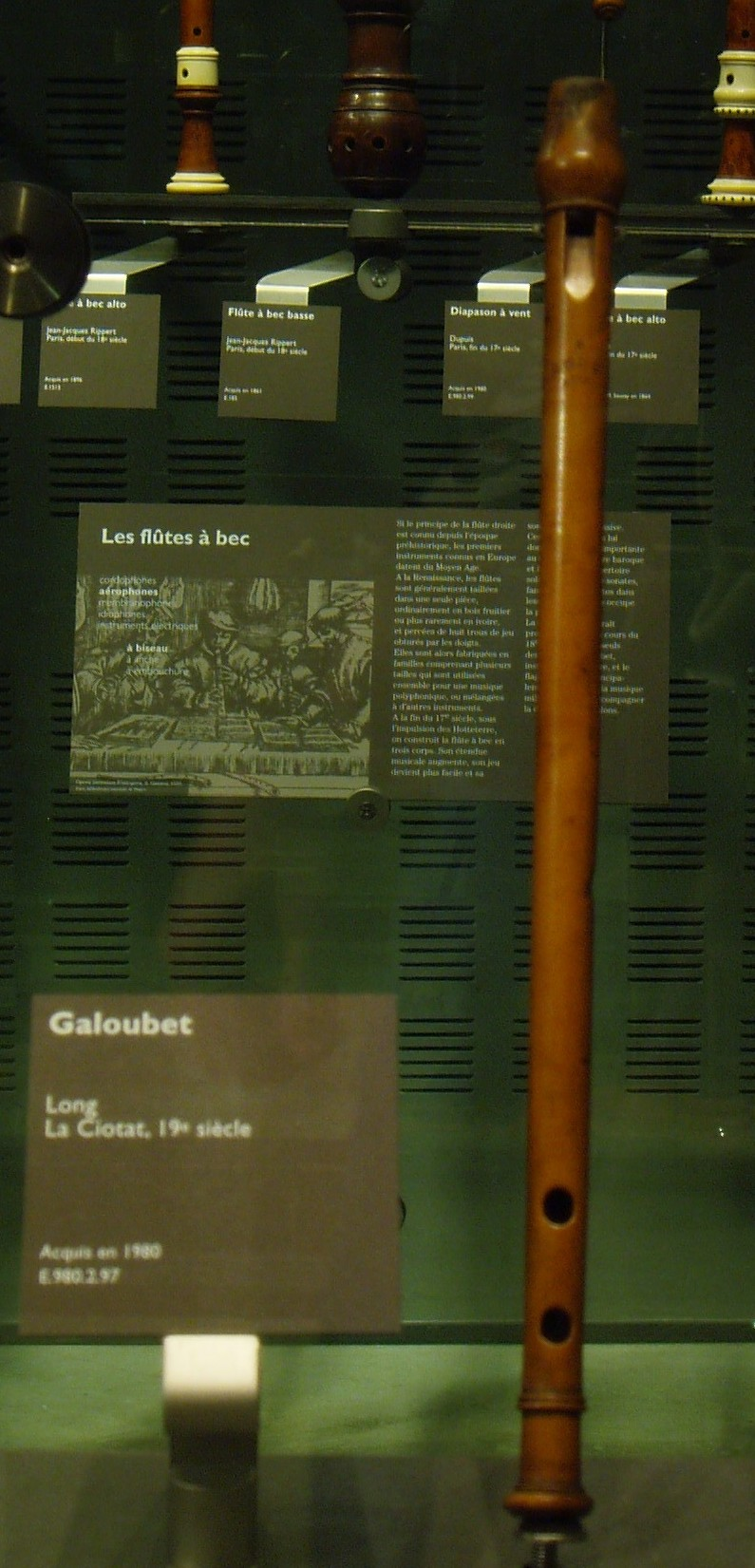
Een zwegel (galoubet)

Een zwegel (of schwegel), ook wel galoubet, flûtet, flûte de tambourin of eenhandsfluit genoemd, is een muziekinstrument (uit de familie van houtblazers) dat met 1 hand bespeeld wordt. Ook als orgelregister komt de zwegel soms voor.

## Geschiedenis
De zwegel is een middeleeuwse cilindrisch gebouwde snavelfluit met drie vingergaten. De fluit stamt uit de 13e eeuw. De zwegel kende zijn hoogtepunt in de 16e en 17e eeuw in onder andere de opera's van Lully. De zwegel wordt tegenwoordig nog in volksmuziek bespeeld in Baskenland, Andalusië en in de Provence.
In de Lage Landen zijn tekeningen van een eenhandsfluit uit de 13e eeuw teruggevonden. Het is een voorloper van de moderne blokfluit. De fluit werd met één hand bespeeld terwijl de andere hand vrij was om op een trommel te slaan. De fluit had drie toongaten, en werd voornamelijk bespeeld door rondtrekkende muzikanten.
Met de ontwikkeling van de blokfluit, die allengs meer gaten kreeg, en op een gegeven moment met twee handen bespeeld moest worden, raakte de zwegel min of meer in de vergetelheid.